# Micropeza ambigua
Micropeza ambigua är en tvåvingeart som beskrevs av Cresson 1908. Micropeza ambigua ingår i släktet Micropeza och familjen skridflugor. Inga underarter finns listade i Catalogue of Life.